# Zeichen auf blauem Grund
Zeichen auf blauem Grund (russisch Нагрудный знак „ОСТ“ / Nagrudny snak „OST“, wiss. Transliteration Nagrudnyj znak „OST“; wörtlich: „Brustabzeichen „OST““) ist ein Roman des russischen Schriftstellers Witali Sjomin (1927–1978). 

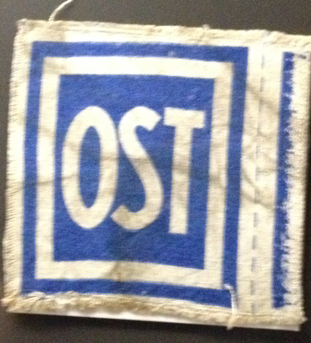
Aufnäher zur Kennzeichnung von „Ostarbeitern“

Der Roman wurde 1976 in der Sowjetunion veröffentlicht und erschien 1979 auch in einer deutschen Übersetzung in der DDR. Er widmet sich dem tragischen Thema der russischen „Ostarbeiter“, die gewaltsam nach Nazi-Deutschland verschleppt und gezwungen wurden, unter den schwierigsten Bedingungen, nämlich in der Position von Sklaven, zu existieren.
Die Geschichte basiert auf dem eigenen Schicksal des Autors, der als Jugendlicher zur Arbeit im Dritten Reich deportiert wurde.
Den Angaben von Wolfgang Kasack zufolge war Sjomin von 1942 bis 1945 in deutscher Kriegsgefangenschaft und sein „Talent hat seine ersten Impulse durch das erlittene Unrecht erhalten, daß er für das Unglück, als Kind in Gefangenschaft geraten zu sein, noch von den mißtrauischen sowjetischen Behörden bestraft wurde.“
In dem auch ins Deutsche übersetzten Vorwort zur russischen Ausgabe des Buches Für immer gezeichnet (russisch Знак не сотрется) wird angemerkt, dass es in der Sowjetzeit kaum Bücher, Filme oder historische Abhandlungen gab, in denen sich die Erfahrungen der „Ostarbeiter“ widerspiegelten, mit der einzigen Ausnahme des autobiographischen Romans von Sjomin.